# Zblocze

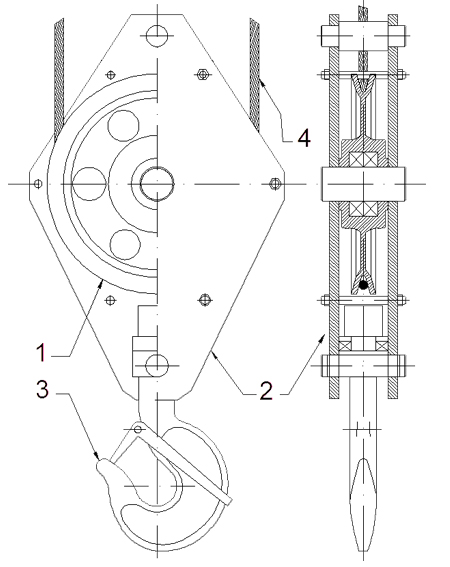
Budowa zblocza: krążek linowy (1), jarzmo (2) i ułożyskowany hak (3), lina nośna (4)

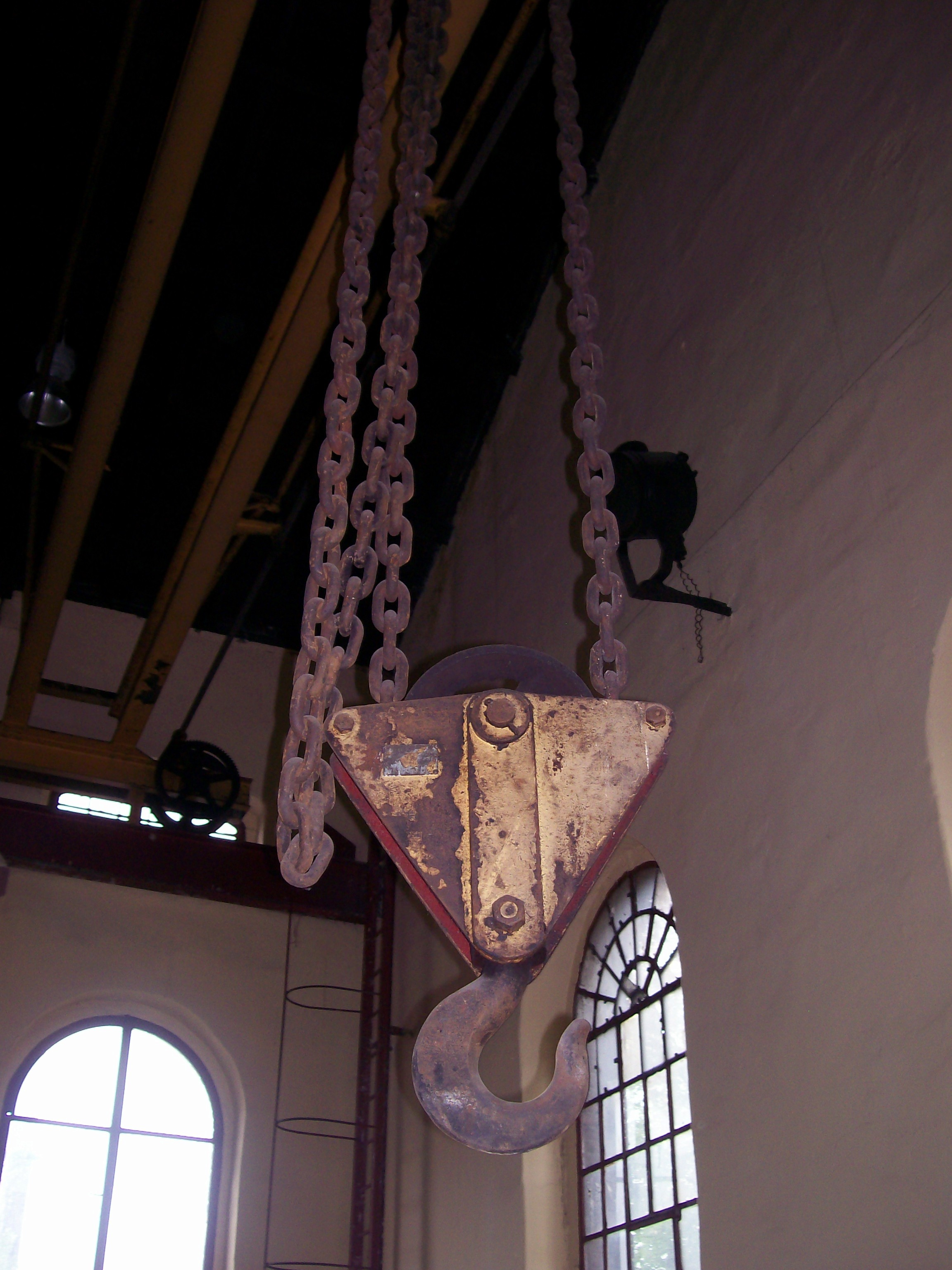
Zblocze hakowe - suwnica ręczna - szyb Bartosz na terenie byłej kopalni Katowice

Zblocze – element urządzenia dźwigowego żurawia, cięgnika lub suwnicy służący do zaczepiania ładunku poprzez zawiesie, rzadziej bezpośrednio.
Zblocze złożone jest z krążka linowego, jarzma i ułożyskowanego haka, który może być jednorożny, dwurożny lub czterorożny. Całość zawieszona jest na linie nośnej.
W zbloczu o dużym udźwigu może być zabudowanych wiele krążków linowych, ze względu na zastosowanie wielu cieńszych lin nośnych. Cieńsze liny nośne pozwalają ograniczyć średnicę krążków i w efekcie wielkość i masę całego zblocza oraz wykorzystać zasadę wielokrążka.